# Port lotniczy Las Vegas-Harry Reid
Port lotniczy Las Vegas-Harry Reid – międzynarodowy port lotniczy położony 5 km na południe od Las Vegas. Jest jednym z największych portów lotniczych w USA. W 2006 obsłużył 46 193 329 pasażerów.

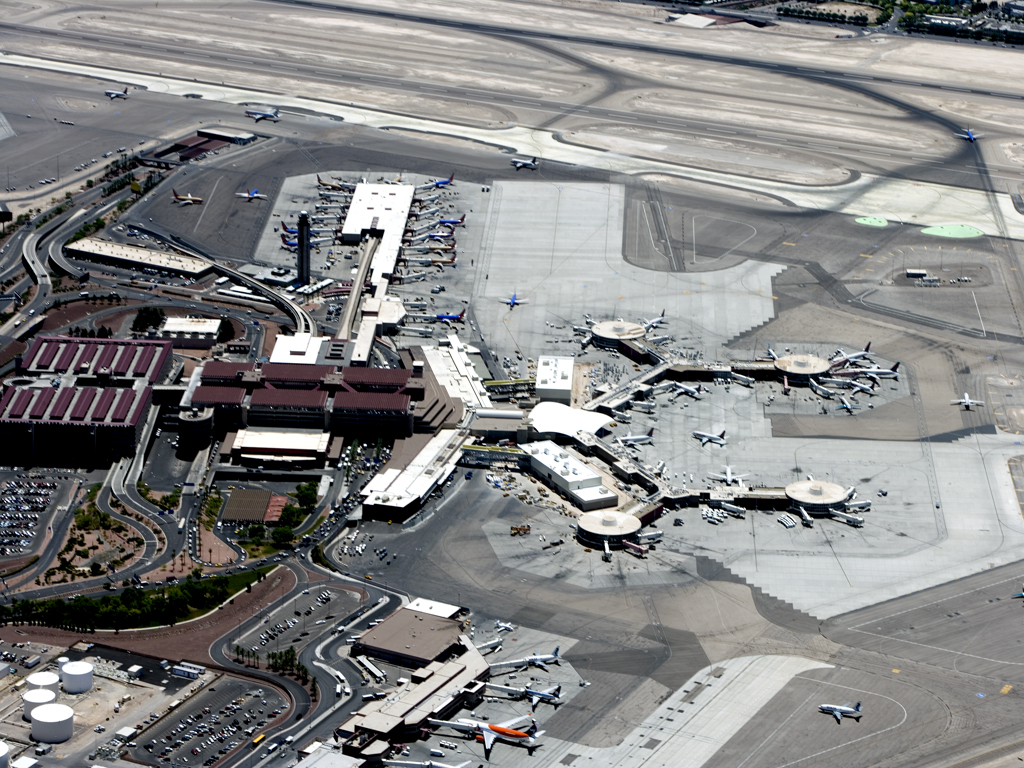
Port lotniczy Las Vegas-Harry Reid

## Linie lotnicze i połączenia

### Terminal 1

#### Hall A
- US Airways (Anchorage, Atlanta [do 19 sierpnia], Baltimore/Waszyngton, Boston, Calgary, Charlotte, Chicago-O'Hare, Cleveland, Columbus (OH), Dallas/Fort Worth, Detroit, Edmonton, Fort Lauderdale, Los Angeles, Los Cabos, Miami [sezonowo], Minneapolis/St. Paul, Nowy Jork-JFK, Newark, Oakland, Ontario, Orange County, Orlando, Filadelfia, Phoenix, Pittsburgh, Portland (OR), Puerto Vallarta, Raleigh/Durham, Reno/Tahoe, Sacramento, Salt Lake City, San Diego, San Francisco, San Jose (CA), Seattle/Tacoma, Tampa, Toronto-Pearson, Vancouver, Waszyngton-Reagan, West Palm Beach)
  - US Airways Express obsługowane przez Mesa Airlines (Austin, Bakersfield [do 13 czerwca], Burbank, Colorado Springs, El Paso, Eugene, Fresno, Houston-Intercontinental, Los Angeles, Medford, Oklahoma City, Ontario, Palm Springs, Phoenix, Reno/Tahoe, Salt Lake City, San Antonio, San Jose (CA), San Luis Obispo, Santa Barbara, Tucson, Yuma)

#### Hall B
- Southwest Airlines (Albany, Albuquerque, Amarillo, Austin, Baltimore/Waszyngton, Birmingham (AL), Boise, Buffalo, Burbank, Chicago-Midway, Cleveland, Columbus (OH), Denver, El Paso, Hartford, Houston-Hobby, Indianapolis, Jacksonville, Kansas City, Little Rock, Long Island/Islip, Los Angeles, Louisville, Lubbock, Manchester (NH), Midland/Odessa, Nashville, Nowy Orlean, Norfolk, Oakland, Oklahoma City, Omaha, Ontario, Orange County, Orlando, Filadelfia, Phoenix, Pittsburgh, Portland (OR), Providence, Raleigh/Durham, Reno/Tahoe, Sacramento, St. Louis, Salt Lake City, San Antonio, San Diego, San Francisco, San Jose (CA), Seattle/Tacoma, Spokane, Tampa, Tucson, Tulsa, Waszyngton-Dulles)
- US Airways (Patrz Hall A)
  - US Airways Express obsługiwane przez Air Midwest (Patrz Hall A)
  - US Airways Express obsługiwane przez Mesa Airlines (Patrz Hall A)

#### Hall C
- Southwest Airlines (Patrz Hall B)

#### Hall D
- AirTran Airways (Atlanta, Flint [do 25 czerwca], Indianapolis, Milwaukee, Rochester (NY))
- Alaska Airlines (Portland (OR), Seattle/Tacoma, Vancouver)
  - Horizon Air (Santa Rosa/Sonoma County)
- Allegiant Air (Belleville/St. Louis, Bellingham, Billings, Bismarck, Cedar Rapids/Iowa City, Chicago/Rockford, Colorado Springs, Des Moines, Duluth, Eugene, Fargo, Fort Collins/Loveland, Fresno, Grand Junction, Great Falls, Green Bay, Idaho Falls, Laredo, Lincoln, McAllen (TX), Medford, Missoula, Monterey, Oklahoma City, Pasco, Peoria, Rapid City, Redmond/Bend, Rochester (MN), Santa Barbara, Santa Maria (CA), Shreveport, Sioux Falls, South Bend, Springfield (MO), Stockton, Wichita)
- American Airlines (Chicago-O'Hare, Dallas/Fort Worth, Los Angeles, Miami, Nowy Jork-JFK, St. Louis)
  - American Eagle Airlines (Los Angeles)
- Continental Airlines (Cleveland, Houston-Intercontinental, Newark)
- Delta Air Lines (Atlanta, Boston, Cincinnati, Nowy Jork-JFK, Salt Lake City)
  - Delta Connection obsługiwane przez ExpressJet Airlines (Los Angeles, Salt Lake City)
  - Delta Connection obsługiwane przez SkyWest (Salt Lake City)
- Frontier Airlines (Denver)
- JetBlue Airways (Boston, Burbank, Long Beach, Nowy Jork-JFK, Salt Lake City, Waszyngton-Dulles)
- Midwest Airlines (Milwaukee)
- Northwest Airlines (Detroit, Indianapolis, Los Angeles, Memphis, Minneapolis/St. Paul)
- Spirit Airlines (Detroit, Fort Lauderdale)
- Sun Country Airlines (Minneapolis/St. Paul)
- United Airlines
  - Ted obsługiwane przez United Airlines (Chicago-O'Hare, Denver, Los Angeles, San Francisco, Waszyngton-Dulles)
  - United Express obsługiwane przez SkyWest (Fresno, Palm Springs)
- Virgin America (San Francisco)

### Terminal 2
- Aeroméxico (Guadalajara [sezonowo; od 1 sierpnia], Meksyk, Monterrey)
  - Aeroméxico Connect (Hermosillo)
- Air Canada (Calgary, Edmonton, Montréal, Toronto-Pearson, Vancouver)
- Aladia (Monterrey)
- Aviacsa (Guadalajara, Meksyk, Monterrey)
- BMI British Midland (Manchester (UK))
- Hawaiian Airlines (Honolulu)
- Korean Air (Seul-Incheon)
- Mexicana (Guadalajara, Los Cabos, Meksyk)
- Philippine Airlines (Manila, Vancouver)
- Sunwing Airlines (Calgary, Toronto-Pearson, Vancouver)
- Virgin Atlantic Airways (Londyn-Gatwick)
- WestJet (Calgary, Edmonton, Kelowna [sezonowo], Saskatoon [sezonowo; od 10 września], Toronto-Pearson, Vancouver, Victoria [sezonowo], Winnipeg)

### Czartery
- Condor Airlines (Frankfurt)
- Miami Air International
- Omni Air International (Honolulu)
- Skyservice (Toronto-Pearson)

### Cargo
- US Airways Cargo
- DHL
- FedEx Express
- UPS Airlines